# Prezident české komory
Prezident české komory (německy Präsident der böhmischen Kammer) stál v čele české komory, oficiálně rady komory královské. Obnovené zřízení zemské (1627) ho zařadilo na deváté místo v kolegiu dvanácti nejvyšších zemských úřadů (beneficiarii supremi) Českého království. Vybírán byl z panského nebo rytířského stavu.

## Historie
Česká (královská) komora byla založena Ferdinandem I. (králem 1526–1564) dne 25. března 1527 jako ústřední finanční orgán celého českého státu a byla podřízena dvorské komoře (německy Hofkammer). Do roku 1548 byl představeným české komory nejvyšší (starší) rada, poté byl přejmenován na prezidenta. Prezidenti byli téměř výlučně jmenováni z řad vyšší šlechty, v předbělohorské době především z katolíků nebo alespoň loajálních evangelíků. Zpočátku se nejednalo o prestižní pozici, v pozdějším období hodnost prezidenta mohla znamenat slušné završení aristokratické kariéry. V komoře mu pomáhali čtyři radové a další pomocný personál, často tvořený cizinci. Úředníci byli placení, jednalo se o byrokratický úřad nového typu. Usnesení pětičlenného kolegia radů muselo být jednomyslné. Ke kompetencím české komory patřily královské dlužní úpisy, záležitosti královských a věnných měst, hospodářské poplatky pražských měst, pivní poplatky, berně, příjmy z lesního hospodářství, horní a mincovní agenda, domovní daň, hraniční cla a další. Obnovené zřízení zemské vydané pro Čechy v roce 1627 nahradilo ve sboru nejvyšších zemských úředníků zrušený úřad karlštejnského purkrabí (úřad zanikl v roce 1625) prezidentem české komory. Prezident české komory přísahal králi, nikoliv také stavům, jak to bylo běžné u nejvyšších zemských úředníků v předbělohorské době. Česká komora byla zrušena Marií Terezií (královnou 1740–1780) v roce 1745, její agenda přešla na místodržitelství.

## Seznam prezidentů české komory
- 1549 Jan IV. (mladší) Popel z Lobkowicz na Horšovském Týně (8. 11. 1510 – 12. 4. 1570 Praha-Hradčany)[2]
- 1550–1557 Volf z Vřesovic na Teplicích (1532 – 21. 3. 1569) – poprvé
- 1558–1560 Jáchym Šlik na Rabštejně
- 1562–1569 (21. 3.) Volf z Vřesovic na Teplicích (1532 – 21. 3. 1569) – podruhé
- 1570–1574 Jáchym ze Švamberka na Kynžvartě
- 1575–1577 Jáchym Novohradský z Kolowrat na Košátkách – poprvé
- 1577 (9. 11.) – 1580 Jan V. Popel z Lobkowicz na Točníku (chlumecká větev, 1521 nebo 1527 – 18. 6. 1590)[3]
- 1582–1586 Ladislav III. Popel z Lobkowicz na Zbiroze (chlumecká větev, 1537–1609)[4]
- 1593–1597 Jáchym Novohradský z Kolowrat na Košátkách – podruhé
- 1603–1606 Štěpán Jiří ze Šternberka na Postoloprtech (1570–1625)
- 1611 (26. 1.) Abraham z Donína
- 1612 (17. 11.) – 1618 Vilém Slavata z Chlumu a Košumberka (1. 12. 1572 Čestín – 19. 1. 1652 Vídeň) – poprvé
- 1620 (listopad) Kryštof Harant z Polžic a Bezdružic (1564 Klenová – 21. 6. 1621 Praha, popraven)
- 1623 Vilém Slavata z Chlumu a Košumberka (1. 12. 1572 Čestín – 19. 1. 1652 Vídeň) – podruhé
- 1624 Sezima z Vrtby (1578 – 6. 3. 1648)
- 1625–1628 Vilém z Vřesovic
- 1628 (16. 10.) – 1633 Jiří Adam Bořita z Martinic (1602 Smečno – 6. 11. 1651)
- 1634 (26. 12.) – 1645 František Oldřich Libštejnský z Kolowrat (28. 7. 1607 Žichovice – 3. 1. 1650 České Budějovice)
- 1645 (9. 5.) – 1650 Jindřich Berka z Dubé († 1650)
- 1650 (22. 3.) – 1656 Vilém Albrecht Krakovský z Kolowrat (18. 2. 1600 Týnec – 18. 2. 1688 Praha)
- 1656 (8. 9.) – 1667 Aleš Ferdinand Wratislav z Mitrowicz
- 1672 (2. 5.) Jiří Ludvík ze Sinzendorfu
- 1681 (16. 12.) – 1689 (11. 5.) František Kryštof Wratislav z Mitrowicz († 11. 5. 1689)
- 1692 (11. 3.) – 1692 (24. 7.) Ferdinand Arnošt Hýzrle z Chodů (1622 – 24. 7. 1692 Praha)
- 1692 (3. 8.) – 1718 František Josef Šlik (19. 6. 1656 – 4. 12. 1740)
- 1718 (6. 6.) Zikmund Valentin Hrzán z Harasova (1668 – 1726)
- 1727 – 1745 (14. 5.) František Leopold ze Šternberka (9. 7. 1680 Praha – 14. 5. 1745 Žirovnice)
- (1749–1759 Václav Kazimír Netolický z Eisenberka)